# 山藤丸
山藤丸（日语：やまふじ丸）隸屬日本山下汽船公司自營，總重5,359公噸，為加拿大溫哥華考夫蘭父子公司（J. Coughlan & Sons, Ltd）於1919年所造，命名為加拿大進口號（英語:Canadian Importer），1937年12月8日售予日本山下汽船，並更名為「山藤丸」，1942年（日本昭和17年）10月19日於澎湖群島的查母嶼南方觸礁沉沒。

## 沿革
1918年初，因應全球船運嚴重短缺，加拿大政府決定創建一支商船艦隊。政府根據撥款向國內十四家造船公司下訂單，其中加拿大進口號類型屬B型戰時標準船，於1919年11月14日在溫哥華的考夫蘭父子造船廠建造，並在1920年5月25日下水、8月1日正式完工。最初是由加拿大進口公司（Canadian Impoter Ltd.）所有，1928年轉由加拿大國家輪船有限公司（Canadian National Steamships Ltd.）經營，經過多番輾轉，最終在1937年12月8日由山下汽船購得，並更名為「山藤丸」。1938年（日本昭和13年）12月31日山藤丸自長崎出港，1月3日在沖繩縣都別島撞到礁石，並發出求救信號，8日早上進入基隆港修理。在第二次世界大戰期間，日本將民間海運事業納入國家管理，配合載運人力、糧食物資，1942年10月18日，被陸軍徵用的「山藤丸」自高雄出港後，翌日（19日）在澎湖群島的查母嶼南方觸礁沉沒。
關於山藤丸的沉沒原因有兩種說法，除了觸礁擱淺沉沒外，另一說法則是遭到美國潛艇的魚雷攻擊而沉沒，但根據歷史線索顯示，山藤丸觸礁沉沒的情況較符合事實，據《日本商船隊戦時遭難史》紀錄，山藤丸沉沒被歸類為「普通海難」，與因「戰爭海難」沉沒的29艘船舶分開統計。

## 殘骸
山藤丸的沉船遺址位於澎湖六呎礁海域一帶，該區域的水深約為9至52公尺。文化部文化資產局水下考古隊於2010年5月5日進行水下調查研究，發現沉船殘骸已斷裂成三段，分別位於9至12公尺、39至42公尺、48至52公尺的深度範圍內。遺址範圍約東西長50公尺、南北寬180公尺，佔地面積約為9,000平方公尺。
山藤丸作為二戰期間日本政府徵召的貨輪之一，船上除了原有之物品外，亦有相關軍用品。據2010年5月7日的水下調查，共出水14件遺物，主要是船體零件及餐具，包括圓型機電組、圓型窗框、瓷片、金屬餐叉、銅管、銅板、銅管轉接頭、橢圓形鐵框、三具鐵錨、L型銅管、ㄇ型金屬、銅扣、圓白型白瓷絕緣體、白釉碗口殘器、金屬板、金屬接頭、銅製圓形窗框、金屬窗框等，但因沉沒地點水流湍急，以致打撈作業窒礙難行。因山藤丸是二戰期間日本徵召船舶，可做為研究日本船舶徵召史、海難史、餐具史、日本近代船舶技術史的題材，並於2015年被文化部文化資產局列冊追蹤為臺灣重要水下文化資產。